# Colón partido
Colón  egy partido (körzet) Argentínában a Buenos Aires tartományban. A fővárosa Colón.

## Települések
| - Colón - Pearson - Sarasa - El Arbolito |